# Деионизированная вода
Деионизированная вода (деионизованная вода, деминерализованная вода, англ. deionized water, DI water, dimineralized water, DM water) — вода, очищенная от ионов примесей. Такая вода имеет большое удельное сопротивление.
Деионизацию осуществляют с помощью ионообменных смол. Используют смолы двух типов: катионитные R-H (R-органический радикал) и анионитные R-OH. Ионы металлов связываются на катионите. Отрицательные ионы кислотных остатков осаждаются на анионите. Образовавшиеся ионы H и OH объединяются в молекулу воды. Возможно предварительное использование процесса обратного осмоса.
Деионизированная вода не обязательно является чистой после прохождения обычной процедуры деионизации, так как в воде могут сохраняться неионные примеси. Электрически полярные молекулы легко растворяются в воде, а некоторые сложные молекулы имеют полярные концы и неполярные концы, что может способствовать растворению неполярных веществ (таких, как масла) в воде. Примером является мыло. Мыльная вода может считаться деионизированной, но обычно подразумевается, что деионизированная вода не содержит значительного количества примесей.
Единые требования к физико-химическим параметрам деионизированной воды не установлены. Для удельного электрического сопротивления деионизированной воды указываются значения от 10 МОм·см (даже от 0,5 МОм·см при хранении в ёмкостях 1,5 и 5 л) до 18 МОм·см (эта цифра соответствует воде класса А в ОСТ 11.029.003-80 «Вода для электронной промышленности», класса Type I в ASTM D1193 — 06 Standard Specification for Reagent Water).
При очистке воды использование обратного осмоса и деионизации экономически менее затратно, чем дистилляция.